# خسارة أبنائنا
خسارة أبنائنا (بالإنجليزية: Losing Our Sons)‏ هو فيلم وثائقي أمريكي صدر عام 2012 بإنتاج من أمريكيين من أجل السلام والتسامح، وهي شركة تعليمية غير ربحية مقرها بوسطن. ويعد (أي أر مازاف) المنتج التنفيذي للفيلم ومخرجه والكاتب المشارك في كتابة النص؛ أما إيليا فيكتيستوف فهو المنتج والمخرج المشارك والكاتب المشارك في كتابة النص. وحرر الفيلم بواسطة براين كيث. ويروي فيلم خسارة أبنائنا قصة اثنتين من العائلات الأمريكية التي زهقت أرواحهم بسبب أعمال العنف المدمرة.
لقد تم إنتاج فيلم خسارة أبنائنا بوصفه أداة تعليمية للجمهور، تهدف إلى فضح التهديد الذي يعانيه المجتمع المدني الأمريكي من التطرف الإسلامي  وفشل القيادة الأمريكية في حماية العامة من هذا التهديد.

## الملخص
فقد اثنان من الآباء أبناءهم في إحدى الحركات الإسلامية المتطرفة التي جاء نموها مدفوعًا بالصواب السياسي الساذج والمضلل، والجهل المتعمد والتخاذل الساذج.
حيث ألقى كارلوس بلدسو، الذي وُلد ونشأ في كنف عائلة معمدة أمريكية من أصل إفريقي، قنابل حارقة على منزل حاخام، مما تسبب في مقتل الجندي أندي الذي كان يتواجد بعيدًا خارج مكتب تجنيد تابع للجيش بمنطقة ليتل روك، أركنساس كان كارلوس قد انضم إلى الحركة الجهادية من خلال علاقته بالمساجد وأئمتها المتطرفين في ناشفيل، كجزء من المشكلة التي يتجاهلها—أو يتساهل معها—القادة المدنيون والدينيون المحليون ووسائل الإعلام؛ التي أعمت وجهات نظرهم الصحيحة سياسيًا الأمريكيين عن رؤية الحقيقة التي لا يجرؤ إلا القليل منهم على الالتفات إليها.
يوثق الفيلم الأيدلوجية المتطرفة التي يتم الدعوة إليها في الجامعات والمساجد المحلية بناشفيل، ويحتوي على خطب فعلية يلقيها القادة الإسلاميون المحليون ينتقدون من خلالها اليهود والمسيحيين وكذلك الديمقراطية الأمريكية. وهذا يتعارض بوضوح مع مشاهد القادة اليهود والمسيحيين المحليين الذين يحتضنون هؤلاء الأئمة المتطرفين أنفسهم، والذين يتظاهرون بأنهم معتدلون ولكن تم كشف النقاب عن معتقداتهم وتعاليمهم ليراها الجميع. وفي سياق متصل، تنشر الصحيفة المحلية، تينيسي، والتي أعماها الصواب السياسي، تقارير متوهجة حول القادة الإسلاميين مع تجاهل خطبهم التي تبعث على الكراهية التي يسهل العثور عليها، حيث يتم نشرها على الإنترنت ليراها الجميع.
عندما حاول داريس لونج وميلفين بليدوس التفسير للمؤتمر ماذا حدث لأبنائهم، قوبلوا بمزيج من العداء واللامبالاة و- من القليل منهم - بالتعاطف. وقد أظهر المسؤولون بإدارة أوباما تملصًا وإنكارًا لوجود مشكلة الإسلاميين، والذين تسببوا رسميًا في
إفساد لغتنا ومصطلحاتنا علينا من خلال التقيد بالمصطلحات التي تصف الإسلام المتطرف، ومن ثَم تعذر نقل الحقيقة بدقة - كل ذلك في سبيل عدم «الإساءة» أو التحريض على المسلمين. ويصف تحذير ميلفين بليدوس الذي وجهه للكونغرس بكلمات سريعة مدى ارتباك الإدارة: «نحن قلقون من أن ندوس على أصابع أقدامهم، وهم يتحدثون عن سحقنا.»
وينتهي الفيلم بتحذير نهائي لأمريكا على لسان ميلفين بليدوس:
اليوم، قد حدث هذا الأمر لابني
أما غدًا فسيكون الدور على أبنائكم

## وصلات خارجية
- الموقع الرسمي
- خسارة أبنائنا على موقع IMDb (الإنجليزية)